# Mickaël Tacalfred
Mickaël Tacalfred (ur. 23 kwietnia 1981 w Colombes) – francuski piłkarz pochodzenia gwadelupskiego występujący na pozycji obrońcy. Zawodnik klubu Stade de Reims.

## Kariera klubowa
Mickaël Tacalfred zawodową karierę rozpoczynał w 1999 roku w trzecioligowym klubie Red Star Paryż. Po spadku Red Star do czwartej ligi w 2001 Tacalfred przeszedł do drugoligowego FC Martigues. Również z Martigues spadł z ligi, po czym został zawodnikiem występującego w trzeciej lidze FC Rouen. Z Rouen Tacalfred awansował do Ligue 2 w 2003. W 2003-2004 był zawodnikiem innego drugoligowca Dijon FCO. W klubie tym przez cztery lata wystąpił w 128 spotkaniach ligowych, w których strzelił bramkę.
Od 2008 jest zawodnikiem Stade de Reims. Z klubem z Reims spadł w 2009 z Ligue 2, by po roku do niej wrócić. Dotychczas w Ligue 2 Tacalfred rozegrał 243 mecze, w których strzelił 3 bramki.
| Sezon   | Klub           | Kraj    | Rozgrywki  | Mecze | Bramki | Rozgrywki Europy | Mecze | Bramki |
| ------- | -------------- | ------- | ---------- | ----- | ------ | ---------------- | ----- | ------ |
| 1999/00 | Red Star Paryż | Francja | National   | 8     | 0      | -                | -     | -      |
| 2000/01 | Red Star Paryż | Francja | National   | 17    | 0      | -                | -     | -      |
| 2001/02 | FC Martigues   | Francja | Division 2 | 28    | 0      | -                | -     | -      |
| 2002/03 | FC Rouen       | Francja | National   | 20    | 0      | -                | -     | -      |
| 2003/04 | Angers SCO     | Francja | Ligue 2    | 26    | 2      | -                | -     | -      |
| 2004/05 | Dijon FCO      | Francja | Ligue 2    | 31    | 1      | -                | -     | -      |
| 2005/06 | Dijon FCO      | Francja | Ligue 2    | 35    | 0      | -                | -     | -      |
| 2006/07 | Dijon FCO      | Francja | Ligue 2    | 31    | 0      | -                | -     | -      |
| 2007/08 | Dijon FCO      | Francja | Ligue 2    | 32    | 0      | -                | -     | -      |
| 2008/09 | Stade de Reims | Francja | Ligue 2    | 31    | 0      | -                | -     | -      |
| 2009/10 | Stade de Reims | Francja | National   | 30    | 1      | -                | -     | -      |
| 2010/11 | Stade de Reims | Francja | Ligue 2    | 30    | 0      | -                | -     | -      |
| 2011/12 | Stade de Reims | Francja | Ligue 2    | 38    | 0      | -                | -     | -      |
| 2012/13 | Stade de Reims | Francja | Ligue 1    | 28    | 0      | -                | -     | -      |
| 2013/14 | Stade de Reims | Francja | Ligue 1    | 34    | 0      | -                | -     | -      |
| 2014/15 | Stade de Reims | Francja | Ligue 1    | 16    | 0      | -                | -     | -      |

Stan na: 14 grudzień 2014 r.

## Kariera reprezentacyjna
W Tacalfred w reprezentacji Gwadelupy zadebiutował 7 czerwca 2007 w zremisowanym 1-1 meczu z reprezentacją Haiti podczas Złotego Pucharu CONCACAF. Na turnieju w USA zajęła wraz z Kanadą trzecie miejsce, a Tacalfred wystąpił we wszystkich pięciu meczach z Haiti, Kanadą, Kostaryką, Hondurasem i Meksykiem. W 2009 po raz drugi uczestniczył w Złotym Pucharze CONCACAF. W turnieju wystąpił w trzech meczach z Panamą, Nikaraguą (czerwona kartka) oraz w ćwierćfinale z Kostaryką. W 2011 po raz trzeci uczestniczył w Złotym Pucharze CONCACAF. Na turnieju wystąpił w meczu z Panamą, w którym został ukarany czerwoną kartką.